# 中華民國海軍陸戰隊兩棲偵搜大隊
海軍陸戰隊兩棲偵搜大隊，又稱中華民國蛙人部隊或中華民國陸戰蛙人，為中華民國海軍陸戰隊指揮部直屬大隊之一。

## 沿革
- 1950年～1955年，海軍陸戰隊司令部成立直屬偵察隊，後改隸於海軍陸戰隊陸戰第二旅直屬偵察分隊。初期任務與現今兩棲作戰不太相同，故於1953年開始，由軍士官兵中挑選人員，仿美國海軍水中爆破隊（英语：Underwater Demolition Team）（海豹部隊前身）初級與專精訓練，每次訓期1年。1955年後，由於已經培養三期種子學員，開始自訓新學員。
- 1955年，海軍陸戰隊陸戰第一師成立，改隸屬於海軍陸戰隊陸戰第一師師部營下之兩棲偵查連。1966年，海軍陸戰隊陸戰第二師成立，亦設一師部營偵查連。至1969年前，各步兵團團部連均設一搜索排。
- 1969年，分別將各團團部連搜索排與師部營偵察連合併，編為師直屬偵察搜索營。
- 1979年，搜索第二連奉命編實，全營兵力達340人；海軍陸戰隊陸戰第七七師成立，亦編屬一偵搜連。
- 1984年，海軍陸戰隊陸戰第七七師解編，師直屬偵搜連亦解編。
- 1996年至1997年間，改編為隊直屬兩棲偵搜營，與各師一直屬偵搜連。
- 1997年，海軍陸戰隊陸戰第六六師解編，兩棲偵搜營、陸戰第六六師偵搜連、海軍陸戰隊政治作戰連（俗稱政九連）合併為司令部直屬兩棲偵搜大隊。
- 2001年，海軍陸戰隊陸戰第九九師解編，師直屬偵搜連編入大隊。
- 2004年，陸戰特勤隊編入兩棲偵搜大隊。
- 2005年，海軍水中爆破大隊編入兩棲偵搜大隊，降編為中隊。

## 訓練
兩棲偵搜大隊，擁有陸海空偵查滲透能力，蛙人的座右銘是「高山向我低頭，海水為我讓路」一旦戰爭爆發，蛙人是最早投射到敵人陣營的部隊。

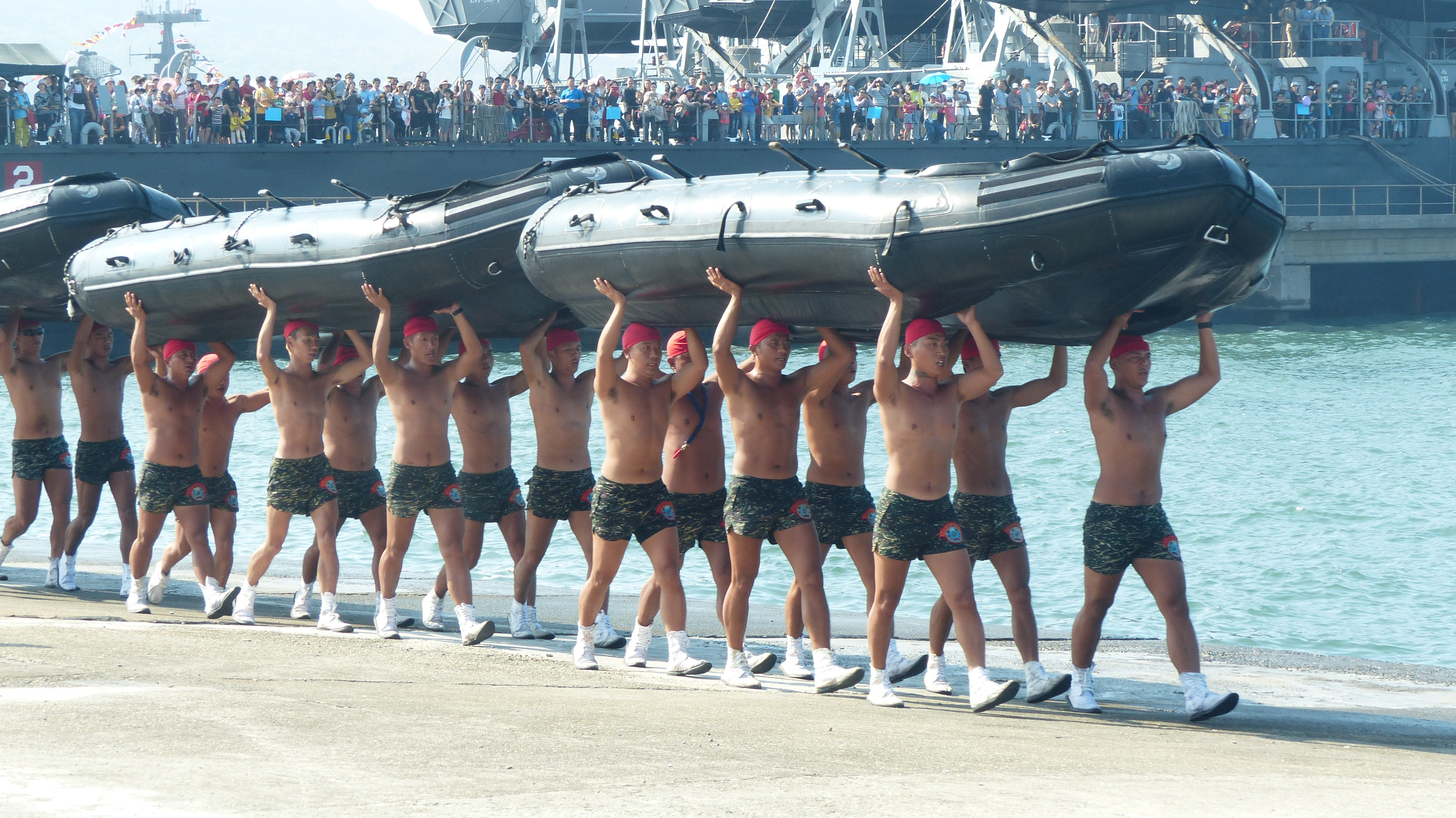
2014年左營軍港營區開放活動，蛙人海上操演高舉200公斤橡皮艇進場。

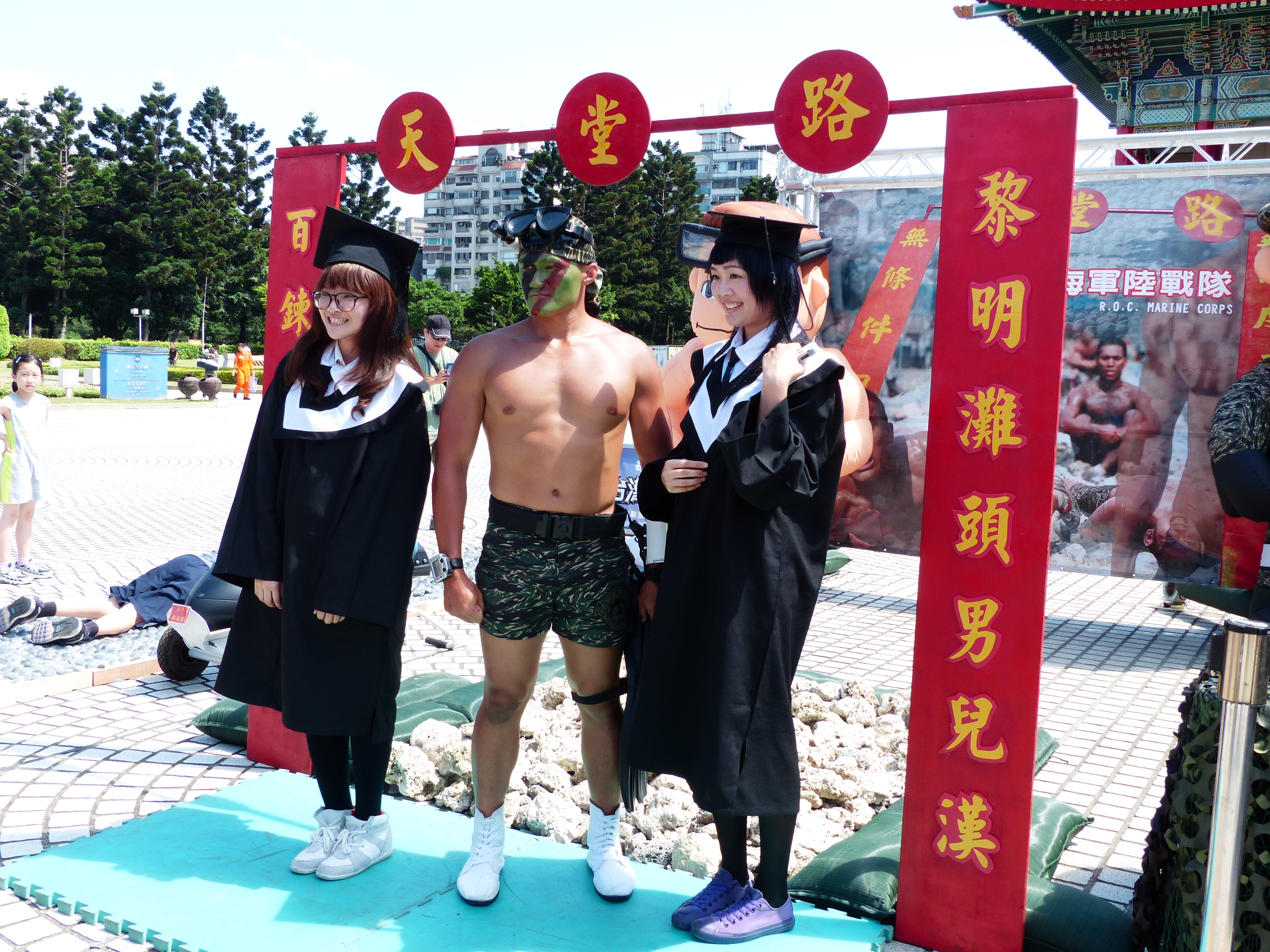
兩位大學女畢業生與海軍陸戰隊成員，在天堂路小段樣品前合影留念。

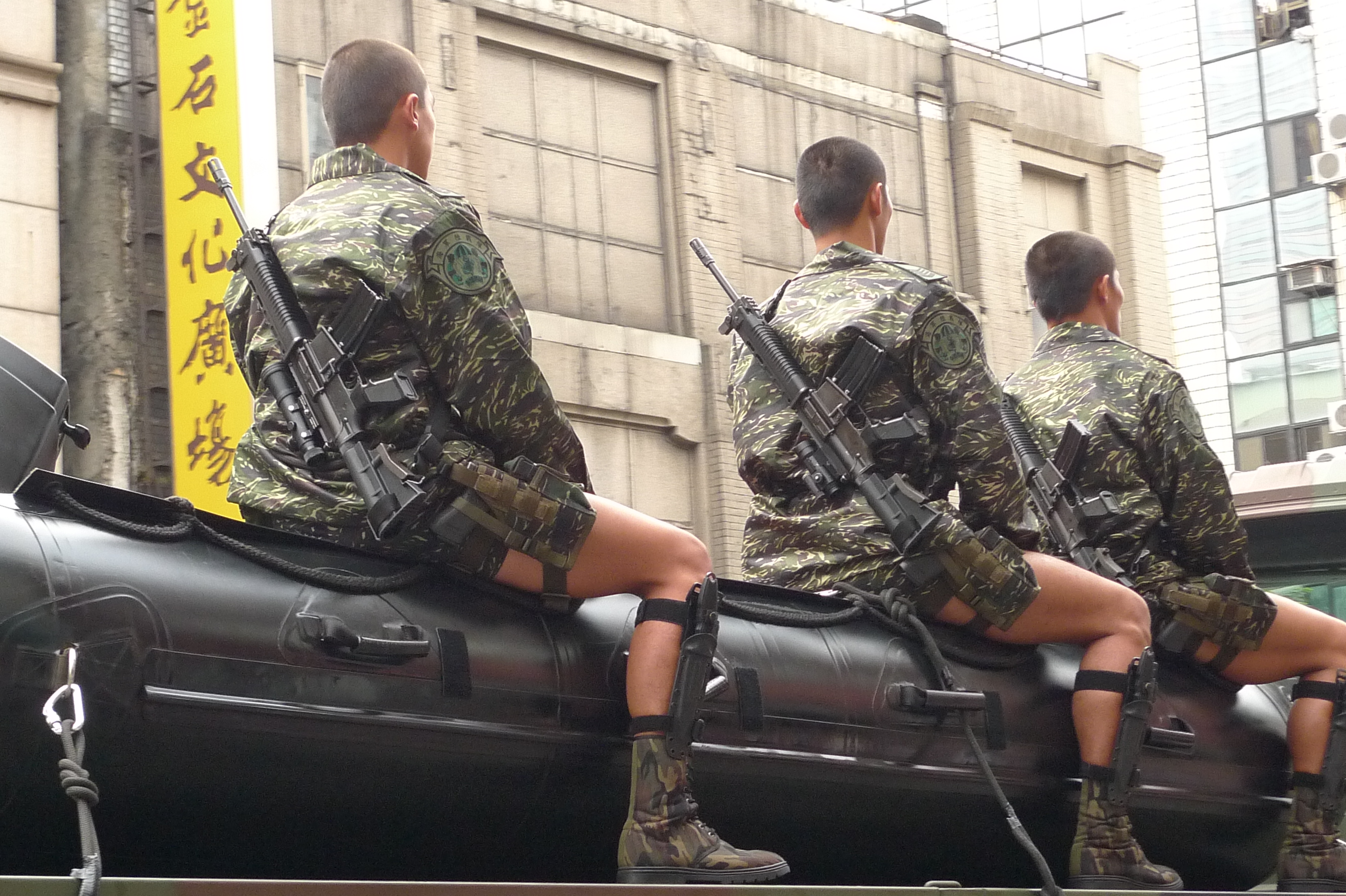
海軍陸戰隊兩棲偵搜大隊，2011年。

剛開始每位學員都必須在儲訓隊中先受8到12週不等的「兩棲專長訓」，訓練課程大致分為跑步、游泳、操舟等三大部分。在這8到12週的儲訓生活中，是每位學員最痛苦卻也是最美好的回憶。在儲訓階段完成前，每一期的儲訓隊都必須通過「綜合考驗週」（俗稱「克難週」）的洗禮。綜合考驗週共分為22堂課，這22堂課也就是先前在儲訓隊受訓期間所學到的所有課程。每位學員必須在這短短的六天五夜中，將受訓的成果展現出來。綜合考驗週的最後一關即是結訓鑑測（俗稱「天堂路」），因為只要通過該項考驗就能結束猶如地獄般痛苦的訓練，宛若飛上天堂一樣而得名。天堂路的考驗在軍教片及新聞媒體的宣傳下，成為臺灣民眾對海軍陸戰隊訓練的一項基本印象。天堂路是一條以稜角尖銳的咾咕石鋪成、長約50公尺的路面，全身僅著游泳短褲的海軍陸戰隊員們必須在這樣的路況上以匍匐前進、翻滾等方式通過，還要做出各種指定的戰技動作，而且只要教官認定動作不合格便必須重來，沿途還會被潑灑鹽水。所以凡通過天堂路的隊員沒有不遍體鱗傷的，但許多合格的隊員們都將這些傷疤視為軍人榮譽的象徵與珍貴的人生經歷。美國國家地理雜誌製作的「發現真台灣系列」、探索頻道製作的「台灣菁英戰士系列」到此單位取景，拍攝隊員走天堂路時，兩家製作團隊都對此印象深刻，也有幾個團隊工作人員表示他們不忍直視，也不敢想像這些學員需要忍受的身心痛苦與折磨。
此部隊與陸軍海龍蛙兵訓練內容大致相同。若要比較差異，陸戰隊兩棲較注重毅力以及忍耐度的訓練，例如爬天堂路、或是跳糞坑用糞便刷牙；陸軍海龍蛙兵較注重近身搏鬥及作戰技能部份，例如自由搏擊、格鬥刀術等。

## 編制
大隊長（一位上校）
- 特勤中隊 [1]
- 爆破中隊
- 偵搜第一中隊
- 偵搜第二中隊
- 支援中隊

## 退伍名人
- 高王珏─中華民國海軍陸戰隊第16任司令
- 郭修延─前中華職棒Lamigo桃猿隊內野手，2013年中華職棒年度新人王

### 引用
1. ↑  . 自由時報. 2014-06-03  [2014-07-26]. （原始内容存档于2014-06-07） （中文（繁體））.

### 來源
- . 中華民國海軍.   [2024-12-02]. （原始内容存档于2024-11-13） （中文（臺灣））.

## 外部連結
- 中華民國海軍 海軍陸戰隊 海軍陸戰隊簡介 （页面存档备份，存于）